# Chasmia bifasciata
Chasmia bifasciata är en tvåvingeart som först beskrevs av de Meijere 1913.  Chasmia bifasciata ingår i släktet Chasmia och familjen bromsar. Inga underarter finns listade i Catalogue of Life.